# Lauren Lapkusová
Lauren Lapkusová, nepřechýleně Lauren Lapkus (* 6. září 1985 v Evastonu ve státě Illinois) je americká herečka a komička, nejlépe známá díky své roli Dee Dee v seriálu NBC Are You There, Chelsea? a dále role Susan Fischerové v seriálu Netflixu Holky za mřížemi. V roce 2008 Lapkusová ukončila studium na DePaul University, rok žila v New Yorku a v roce 2010 se přestěhovala do Los Angeles, aby rozvinula svoji hereckou kariéru. V roce 2014 natáčela film Jurský svět.